# Antoine de Vogüé
Pour les articles homonymes, voir Vogüé (homonymie).
Antoine Georges Marie, comte de Vogüé, est un agriculteur et homme politique français né le 3 février 1923 à Paris et mort le 8 mars 1998 à Oizon.

## Biographie
Il est le fils de Melchior de Vogüé et Geneviève Brincard.
Durant la Seconde guerre mondiale, il entre dans la Résistance sous les ordres de son oncle le colonel Colomb (Arnaud de Vogüé). À la Libération, il crée la coopérative forestière du Centre, l'une des plus importantes de France.
Il est maire d'Oizon pendant 45 ans et siège 34 ans au conseil général du Cher, dont il sera vice-président, s'attachant à développer le tourisme dans le département. À partir de 1960, avec sa femme, née Françoise de Hautecloque, il vit au château de la Verrerie.
Il est membre de l'association d'entraide de la noblesse française.